# Messerschmitt Me 261
Le Messerschmitt Me 261 est un avion militaire allemand à long rayon d’action qui n'a jamais été produit en série. 

## Origine
L'étude du Me 261 commence en 1937, dans le cadre du réarmement allemand : Messerschmitt étudie sous le nom Projekt P. 1064 un avion de reconnaissance à très long rayon d'action et à très haute altitude. Même si l'appareil est beaucoup plus grand, sa conception aérodynamique est très proche de celle du chasseur lourd Messerschmitt Bf 110. Rapidement, l'avion se voit confier une mission différente, et relevant purement de la propagande : transporter la flamme olympique de Berlin à Tokyo : le transport de la torche d'un site olympique au suivant, devenu une tradition, a  été inaugurée pour les Jeux de Berlin de 1936 et les jeux de 1940 sont prévus au Japon. Un avion capable d'assurer le transport, en battant le record mondial du plus long vol sans escale, offrirait une démonstration de force technologique et militaire à l'Allemagne. Ce projet capture l'attention de Hitler, qui soutient personnellement le projet, qui reçoit pour cela le sobriquet Adolfine. Cependant, les JO de 1940 sont annulés et le projet de développer le Me261 perd en priorité. Il n'est cependant pas abandonné.

## Caractéristiques
S'il ressemble à un bimoteur, l'avion possède en réalité quatre moteurs V12 : chaque nacelle contient en effet un Daimler-Benz DB 606, qui est l'assemblage de deux DB 601 (connu notamment pour être le moteur du Bf 109 et du Bf 110) actionnant, par un réducteur commun, la même hélice à quatre pales. La cabine est pressurisée. Le train est intégralement rentrant, y compris la roulette de queue, ce qui est assez rare à l'époque.

## Devenir
Le projet continue pendant la seconde guerre mondiale, considéré essentiellement comme un banc d'essai pour les très longs vols, permettant de recueillir des données utiles pour un projet comme l'Amerikabomber, plus que comme prototype d'un avion destiné à être produit en série. Trois protypes sont construits, dont le troisième dispose de moteurs plus puissants (DB 610, de cylindrée accrue). Les prototypes 1 et 2 sont ferraillés après avoir été endommagés dans un bombardement en 1944, le devenir du troisième est inconnu,